# چارلز دبلیو. فربنکس
چارلز دبلیو. فربنکس (به انگلیسی: Charles Warren Fairbanks) سناتور سابق عضو حزب جمهوری‌خواه ایالات متحده آمریکا بود. وی در سال ۱۸۹۷ تا ۱۹۰۵ میلادی سناتور ایالت ایندیانا در سنای ایالات متحده آمریکا بود.